# Allochthonius montanus
Allochthonius montanus är en spindeldjursart som beskrevs av Hiroshi Sakayori 2000. Allochthonius montanus ingår i släktet Allochthonius och familjen käkklokrypare. Inga underarter finns listade i Catalogue of Life.